# Bisbat de Lichinga
El bisbat de Lichinga (en llatí: Dioecesis Lichingaensis) és una seu metropolitana de l'Església catòlica. El 2012 tenia 220.160 batejats sobre 1.190.000 habitants. L'arquebisbe actual és Atanasio Amisse Canira.

## Territori
La diòcesi comprèn tota la província de Niassa a Moçambic.
La seu bisbat es troba a la ciutat de Lichinga, on s'hi troba la catedral de Sant Josep.
El territori se subdivideix en 21 parròquies.

## Història
La diòcesi de Villa Cabral fou erigida el 21 de juliol de 1963 amb la bolla Nampulensis del papa Pau VI, amb porcions del territori de la diòcesi de Nampula (avui arxidiòcesi). Originàriament era sufragània de l'arxidiòcesi de Lourenço Marques (avui arquebisbat de Maputo). El 29 de juliol de 1976 va adoptar el nom actual.
El 4 de juny de 1984 va entrar a formar part de la província eclesiàstica de l'arquebisbat de Nampula.

## Cronologia de bisbes
- Eurico Dias Nogueira † (10 de juliol de 1964 - 19 de febrer de 1972 nomenat bisbe de Sá da Bandeira)
- Luís Gonzaga Ferreira da Silva, S.J. † (10 de novembre de 1972 - 25 de gener de 2003 retirat)
- Hilário da Cruz Massinga, O.F.M. (5 d'abril de 2003 - 25 de gener de 2008 nomenat bisbe de Quelimane)
- Elio Greselin, S.C.J. (30 de desembre de 2008 - 8 de febrer de 2015 retirat)
- Atanasio Amisse Canira, des del 8 de febrer de 2015

## Estadístiques
A finals del 2013, la diòcesi tenia 220.000 batejats sobre una població de 1.190.000 persones, equivalent al 18,5% del total.
| any  | població | població  | població | sacerdots | sacerdots       | sacerdots       | sacerdots             | diaques | religiosos | religiosos | parròquies |
| ---- | -------- | --------- | -------- | --------- | --------------- | --------------- | --------------------- | ------- | ---------- | ---------- | ---------- |
| any  | batejats | total     | %        | total     | clergat secular | clergat regular | batejats por sacerdot | diaques | homes      | dones      |            |
| 1970 | 60.130   | 278.014   | 21,6     | 43        | 15              | 28              | 1.398                 |         | 37         | 70         | 2          |
| 1980 | 79.276   | 463.000   | 17,1     | 18        | 2               | 16              | 4.404                 |         | 17         | 37         | 15         |
| 1990 | 110.000  | 555.549   | 19,8     | 14        | 2               | 12              | 7.857                 |         | 15         | 28         | 21         |
| 1999 | 187.206  | 778.000   | 24,1     | 22        | 6               | 16              | 8.509                 |         | 20         | 65         | 20         |
| 2000 | 196.207  | 798.000   | 24,6     | 24        | 10              | 14              | 8.175                 |         | 21         | 70         | 18         |
| 2001 | 197.557  | 802.212   | 24,6     | 23        | 11              | 12              | 8.589                 |         | 24         | 73         | 18         |
| 2002 | 203.378  | 819.549   | 24,8     | 26        | 11              | 15              | 7.822                 |         | 29         | 66         | 20         |
| 2003 | 204.275  | 839.569   | 24,3     | 29        | 13              | 16              | 7.043                 |         | 37         | 64         | 22         |
| 2004 | 194.485  | 839.569   | 23,2     | 30        | 14              | 16              | 6.482                 |         | 35         | 73         | 21         |
| 2013 | 220.160  | 1.190.000 | 18,5     | 37        | 21              | 16              | 5.950                 |         | 19         | 88         | 21         |